# Лонар
Лонар (Саліне) — озеро, що утворилося від удару метеорита , приблизно 50 000 років тому, у плейстоцені. Озеро Лонар розташовується в Індії, в 150 км від Аурангабада. 
Озеро має форму правильного кола діаметром 1800 метрів і глибиною 132 метри. Вода в ньому має солоність 10,7 гр / л. Озеро непроточне, має різкий запах протухлої води. По берегах озера розташовані вісім закинутих храмових споруд.